# SheBelieves Cup 2017
SheBelieves Cup 2017 var anden udgave af SheBelieves Cup, som er en fodboldturnering for kvinder pr. invitation, der holdes i USA. Turneringen fandt sted mellem 1. og 7. marts 2017.
De fire deltagende hold var rangeret som nummer 1, 2, 3 og 5 på FIFA's verdensrangliste for kvinder. Algarve Cup og Cyprus Cup blev afholdt samtidig i henholdsvis Portugal og Cypern. Frankrig vandt turneringen for første gang, de vandt to kampe og spillede en uafgjort.

## Hold
| Hold     | FIFA Ranking (December 2016) |
| -------- | ---------------------------- |
| USA      | 1                            |
| Tyskland | 2                            |
| Frankrig | 3                            |
| England  | 5                            |

## Format
De fire inviterede hold spillede i en round-robin turnering.
Points der blev givet i gruppespillet fulgte standard regler for 3 points for en sejr, et point for uafgjort og nul point for at tabe.

## Stillinger
| Pos | Hold     | K | V | U | T | M+ | M- | MF | P |
| --- | -------- | - | - | - | - | -- | -- | -- | - |
| 1   | Frankrig | 3 | 2 | 1 | 0 | 5  | 1  | +4 | 7 |
| 2   | Tyskland | 3 | 1 | 1 | 1 | 1  | 1  | 0  | 4 |
| 3   | England  | 3 | 1 | 0 | 2 | 2  | 3  | −1 | 3 |
| 4   | USA      | 3 | 1 | 0 | 2 | 1  | 4  | −3 | 3 |

## Resultater
Alle tider er lokale (UTC−5).
| 1. marts 2017 16:00 |

| England   | 1–2     | Frankrig                   |
| --------- | ------- | -------------------------- |
| Nobbs 32' | Rapport | Delie 80' · Renard 90+5' · |

| Talen Energy Stadium, Chester, Pennsylvania Tilskuere: 8.616 Dommer: Melissa Borjas (Honduras) |

| 1. marts 2017 19:00 |

| USA          | 1–0     | Tyskland |
| ------------ | ------- | -------- |
| Williams 56' | Rapport |          |

| Talen Energy Stadium, Chester, Pennsylvania Tilskuere: 16.318 Dommer: Carol Chenard (Canada) |

| 4. marts 2017 14:15 |

| Frankrig | 0–0     | Tyskland |
| -------- | ------- | -------- |
|          | Rapport |          |

| Red Bull Arena, Harrison, New Jersey Tilskuere: 10.000 Dommer: Karen Abt (USA) |

| 4. marts 2017 17:00 |

| USA | 0–1     | England     |
| --- | ------- | ----------- |
|     | Rapport | White 89' · |

| Red Bull Arena, Harrison, New Jersey Tilskuere: 26.500 Dommer: Quetzalli Alvarado (Mexico) |

| 7. marts 2017 16:00 |

| Tyskland   | 1–0     | England |
| ---------- | ------- | ------- |
| Mittag 44' | Rapport |         |

| Robert F. Kennedy Memorial Stadium, Washington, D.C. Tilskuere: 10.000 Dommer: Michelle Pye (Canada) |

| 7. marts 2017 19:00 |

| USA | 0–3     | Frankrig                               |
| --- | ------- | -------------------------------------- |
|     | Rapport | Abily 8' (str.), 63' · Le Sommer 10' · |

| Robert F. Kennedy Memorial Stadium, Washington, D.C. Tilskuere: 21.638 Dommer: Marie-Soleil Beaudoin (Canada) |

## Endelige placeringer
| Nr. | Hold     |
| --- | -------- |
| 1   | Frankrig |
| 2   | Tyskland |
| 3   | England  |
| 4   | USA      |

## Målscorere
2 mål
- Camille Abily

1 mål
- Jordan Nobbs
- Ellen White
- Marie-Laure Delie
- Eugénie Le Sommer
- Wendie Renard
- Anja Mittag
- Lynn Williams